# Wordsplayed
John Itiola, también conocido como Wordsplayed, es un rapero cristiano con ascendencia nigeriana que reside en San Diego. Su estilo está influenciado por la música trap. Ha aparecido en álbumes para artistas como Andy Mineo (C-Lite), GAWVI y Social Club Misfits.

## Biografía
Wordsplayed nació de inmigrantes nigerianos que se mudaron a Estados Unidos a principios de la década de 1980. Creció en Long Island, Nueva York.
En 2008, se hizo amigo de miembros del ministerio evangélico de hip-hop TRUCE (To Reach Urban Communities Everywhere), que incluía al rapero Andy Mineo, quien le dio a Itiola la oportunidad de colaborar en su mixtape de 2009 llamado Sin Is Wack (acreditado como John "Word Up" Itiola). También ha trabajado anteriormente con Beleaf y Ruslan of the Dream Junkies y con the Breax, en las canciones «Drag 'Em» y «That's Me» respectivamente.
Itiola también se unió al colectivo de artistas de Mineo llamado Miner League. Itiola lanzó su sencillo debut como Wordsplayed, «Martinelli's» con Andy Mineo, el 29 de diciembre de 2014 y «Sammy Sosa» el 11 de abril de 2015. Itiola colaboró en el álbum de Marty (Social Club) en la canción «The One with my Friends» junto a NF, John Givez, Fern y Kaleb Mitchell.
En 2016, debutó con el mixtape Clowntown, que fue lanzado por Miner League y alcanzó el número 35 en la lista Top Christian Albums de Billboard. Además, fue invitado especial con Social Club Misfits en "Friends & Family Tour" de Andy Mineo.
En 2017, Itiola y Mineo se unieron para Andy Mineo & Wordsplayed Present Magic & Bird, el 4 de agosto de 2017. Esta colaboración debutó en el número 49 en el Billboard 200 de todos los géneros. Este álbum tenía 5 canciones en la lista "Hot Christian Songs" de Billboard.
Sus últimos lanzamientos, Lo-Fi Love 1 (LFL1) y Lo-Fi Love 2 (LFL2), se han combinado con su estelar "Lo-Fidelity Hour" y "Lo-Fidelity Nights Uncut", series de televisión de acceso directo al público, respectivamente.
En 2019, fue invitado en el segmento de NBC 'Off The Dribble' en 'NBA Hot Takes'.
En abril de 2020, lanzó un podcast llamado "Circle of Trust", con la intención de "construir una red global de personas con ideas positivas, exitosas y afines".

## Discografía

### Álbumes como solista
| Título              | Detalles del álbum                                                                                                   | Posiciones | Posiciones | Posiciones | Posiciones |
| Título              | Detalles del álbum                                                                                                   | US         | US Christ  | US Rap     | US R&B /HH |
| ------------------- | --- | ---------- | ---------- | ---------- | ---------- |
| Clowntown           | - Fecha de lanzamiento: 24 de marzo de 2016 - Sello discográfico: Miner League - Formatos: CD, LP, digital download  | 49         | 35         | 23         | 28         |
| Lo-Fi Love 1 (LFL1) | - Fecha de lanzamiento: 1 de junio de 2018 - Sello discográfico: Miner League - Formatos: CD, LP, descarga digital   | -          | 22         | -          | -          |
| Lo-Fi Love 2 (LFL2) | - Fecha de lanzamiento: 5 de octubre de 2018 - Sello discográfico: Miner League - Formatos: CD, LP, descarga digital | -          | -          | -          | -          |

### Álbumes colaborativos
| Título                                          | Detalles del álbum                                                                                                   | Positions | Positions | Positions | Positions  |
| Título                                          | Detalles del álbum                                                                                                   | US        | US Christ | US Rap    | US R&B /HH |
| ----------------------------------------------- | --- | --------- | --------- | --------- | ---------- |
| Andy Mineo and Wordsplayed present Magic & Bird | - Fecha de lanzamiento: 4 de agosto de 2017 - Sello discográfico: Reach Records - Formatos: CD, LP, descarga digital | 49        | 1         | 23        | 28         |